# 二碘甲烷
二碘甲烷是一种有机化合物，化学式为CH2I2。

## 性質
- 二碘甲烷是液體，無法溶於水，但能溶於乙醇、乙醚、苯等有機溶劑。

- 較值得注意的是，會對環境造成污染之危害。具有毒性，使用上要特別小心。

- 二碘甲烷主要用來有機合成及混合礦物的分離。例如：製成鑑定鑽石、珠寶等的比重液，也可調整及增加比重液的比重。算是比重液中用途最廣的。亦可以作溶劑和化學中間體。

- 二碘甲烷受熱後，會分解出有毒的碘化物煙氣。暴露於光線下，會分解出碘，而呈現褐色。

- 分解的產物分別為一氧化碳、二氧化碳以及碘化氫。

## 危害
二碘甲烷具有毒性。若不慎吸入、食入高濃度的二碘甲烷,可能導致呼吸困難、呼吸停止等。要是皮膚接觸或者眼睛接觸，都會有一定的危害。

## 來源
- Carson, Laye, et al., 1993
- Carson, A.S.; Laye, P.G.; Pedley, J.B.; Welsby, A.M., The enthalpies of formation iodomethane, diiodomethane, triiodomethane, and tetraiodomethane by rotating combustion calorimetry, J. Chem. Thermodyn., 1993, 25, 261-269.